# Faloppio
Faloppio là một đô thị ở tỉnh Como trong vùng Lombardia, có cự ly khoảng 40 kilômét (25 mi) về phía tây bắc của Milano và khoảng 9 kilômét (6 mi) về phía tây của Como. Tại thời điểm ngày 31 tháng 12 năm 2004, đô thị này có dân số 3.567 người và diện tích là 4,2 km².
Faloppio giáp các đô thị: Albiolo, Drezzo, Olgiate Comasco, Parè, Uggiate-Trevano.